# 圣奎林广场站
圣奎林广场站（德語：U-Bahnhof St.-Quirin-Platz）是一座慕尼黑地铁1号线位于下吉兴-哈拉兴的一座车站。